# 高野温泉

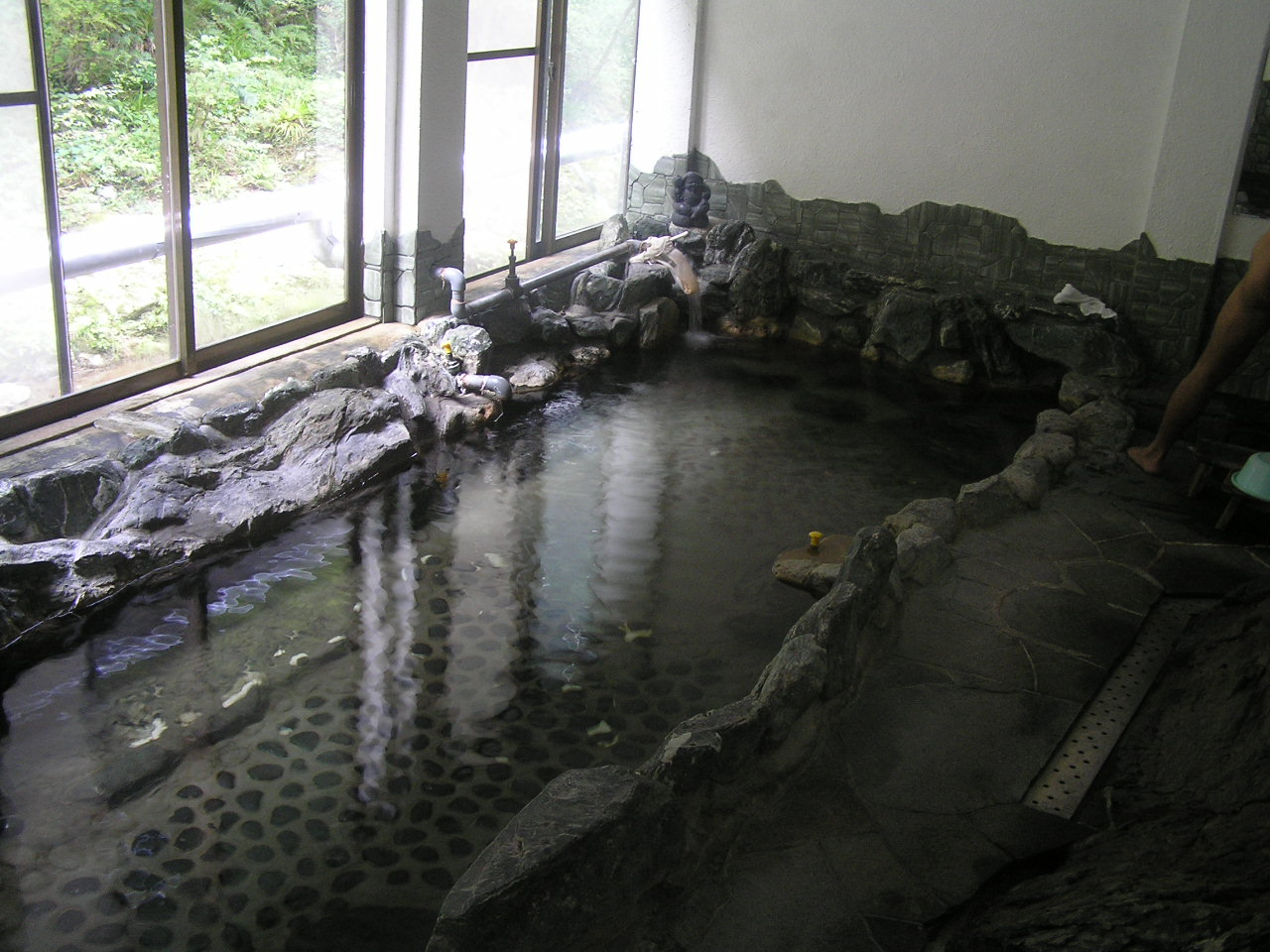
高野温泉浴室

高野温泉（こうやおんせん）は、和歌山県伊都郡高野町上筒香（旧国紀伊国）にある温泉。温泉宿があったが、宗教法人 真言宗 女人高野帰命院の施設に代わった。

## 泉質
- 炭酸水素ナトリウム泉

### 効能
- 心臓弁膜症、心筋症、神経痛、沈ウツ症(うつ病、ノイローゼ）、婦人病、不妊症、更年期障害、慢性胃カタル、胃酸減少症など。

※効能はその効果を万人に保証するものではない。

## 温泉地
和歌山県伊都郡上筒香の狭小な谷間にある僧侶が経営していた一軒宿の温泉。
宿泊のほか、日帰り入湯も可能。渓流沿いの岩風呂は先代が自らの手で造りあげたものである。高野温泉の名から、高野山真言宗総本山である金剛峯寺辺りにあるのではないかと勘違いされやすいが、実際は金剛峯寺からは東へ直線距離にして約12キロ離れた山間にひっそりとある、来る人もまれないわゆる秘湯である。岩風呂はほの暗い半地下に下りてゆくような造りであり、胎内回帰をイメージさせる演出と感じられる。浴槽からは小魚の戯れる小さな渓流が眺められる。浴室内には元々あったと思しき大岩がある。源泉の傍らには弘法大師（空海）の像が祀られている。なお、冬期（1月中旬〜2月）は寒さの為休業している。
また、天然うなぎ料理を出し、和歌山県伊都郡高野町西富貴295の高野山真言宗阿弥陀院住職、西祐慶による水子供養なども行なっていた。

## 歴史
- 高野町西富貴にある阿弥陀院の、先代の住職が掘り当てたとされる。
- 1981年（昭和56年）に和歌山県より温泉としての営業許可を得る。
- 創業は1988年（昭和63年）3月15日。

2007年ごろまでは営業していたが、現在は住職の死去に伴い廃業、「宗教法人 真言宗 女人高野　帰命院」施設となっている（女人高野とは、女性も参拝できるという意味)。

## アクセス
- 鉄道 : 和歌山線橋本駅よりタクシーで約40分
- 自動車：大阪から約2時間。（国道168号線または371号線経由）